# Дымный мат
Дымный мат (яп. 煙詰 кэмури-дзумэ) — один из жанров задач в Цумэ-сёги, когда все фигуры на доске (обычно это полный или почти полный набор) «сгорают» в процессе решения, и к финалу на доске остаются лишь король и две матующие его фигуры.

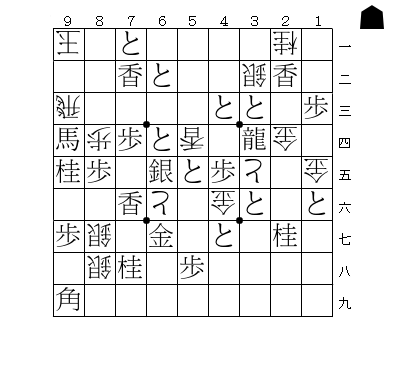
Ито Кандзю. Цумэ в 117 ходов

Впервые такая задача на цумэ в 117 ходов ход была опубликована в сборнике 1755 года. Задача № 99 из «Сёги Дзуко», Ито Кандзю, 1755 г.
Основной вариант решения:
1.+P7a-8a
2.K9ax8a
3.L7b-7a+
4.K8a-9a
5.+L7a-8a
6.K9ax8a
7.+P6b-7b
8.K8a-9a
9.+P7b-8b
10.K9ax8b
11.P7d-7c+
12.K8b-9a
13.+P7c-8b
14.K9ax8b
15.+P6d-7c
16.K8b-9a
17.+P7c-8b
18.K9ax8b
19.L7f-7b+
20.K8b-9a
21.+L7b-8b
22.K9ax8b
23.+B9dx9c
24.K8bx9c
25.R*7c
26.K9c-9d
27.R7c-8c+
28.K9dx8e
29.+R8cx8d
30.K8ex8d
31.+R3dx5d
32.K8dx9e
33.L*9f
34.S8gx9f+
35.P9gx9f
36.K9ex9f
37.S*8g
38.K9f-9g
39.+R5d-9d
40.K9gx8g
41.+R9d-8d
42.K8gx7h
43.+R8dx8h
44.K7hx6g
45.S*6h
46.K6gx5h
47.S6h-5g
48.K5hx4g
49.+P3fx4f
50.K4gx5g
51.G*5f
52.+P6fx5f
53.+P5ex5f
54.K5g-6g
55.S6e-7f
56.K6gx7f
57.+P5f-6f
58.K7fx6f
59.+R8h-7g
60.K6f-6e
61.+P4f-5e
62.K6ex5e
63.+R7g-6f
64.K5ex4e
65.+P4c-4d
66.K4ex4d
67.+R6f-5f
68.P*5e
69.+R5fx5e
70.K4dx3c
71.+R5e-5c
72.K3c-3d
73.+R5c-5d
74.K3d-2c
75.+R5dx2d
76.K2cx2d
77.+P1fx1e
78.K2d-3d
79.G*4d
80.K3d-2c
81.P*2d
82.K2cx1c
83.G*2c
84.S3bx2c
85.P2dx2c+
86.K1cx2c
87.N2gx3e
88.K2c-1b
89.P*1c
90.K1bx1c
91.P*1d
92.K1c-1b
93.S*1c
94.N2ax1c
95.P1dx1c+
96.K1bx1c
97.N3e-2c+
98.K1cx2c
99.G4d-3c
100.K2c-1b
101.P*1c
102.K1bx1c
103.N*2e
104.K1c-1b
105.G3c-2c
106.K1bx2c
107.B9i-3c+
108.K2c-1b
109.N2e-1c+
110.K1bx1c
111.+P1e-2d
112.K1c-1b
113.+P2d-2c
114.K1b-1a
115.L2b-2a+
116.K1ax2a
117.+P2c-2b
Идею автора из XVIII века, состоящую в том, чтобы уничтожить в процессе решения практически полный комплект фигур, превзойти было невозможно, поэтому дальнейшие изыскания в этой области свелись к разработкам с новыми условиями. Одна из самых известных современных задач знаменита своей начальной позицией, где фигуры скомпоновались на меньшей половине доски, практически полностью её заполнив, и, хотя в игре не участвуют самые старшие фигуры, такая компоновка признаётся просто выдающимся достижением в композиции японских шахмат сёги.

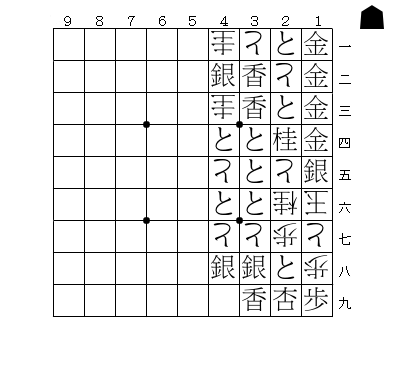
Тадаси Ито. Цумэ в 109 ходов

Основной вариант решения:
1.+P2hx1g 31
2.K1fx1g
3.S1ex2f
4.+P2ex2f
5.P1ix1h
6.K1g-1f
7.+P3fx2f
8.K1fx2f
9.S4hx3g
10.+P4gx3g
11.S3hx3g
12.K2f-1f
13.N*2h
14.P2gx2h+
15.P1h-1g
16.K1fx1g
17.+L2ix2h
18.K1g-1f
19.G1d-1e
20.K1fx1e
21.+P3e-2e
22.K1ex2e
23.+P4f-3f
24.+P4ex3f
25.S3gx3f
26.K2e-1e
27.P*1f
28.K1ex1f
29.+L2h-2g
30.K1f-1e
31.G1c-1d
32.K1ex1d
33.P*1e
34.K1dx1e
35.P*1f
36.K1e-1d
37.G1b-1c
38.+P2bx1c
39.+P2cx1c
40.K1dx1c
41.N2d-1b+
42.K1c-1d
43.+P3d-2d
44.K1dx2d
45.S3f-3e
46.K2d-2c
47.P*2d
48.K2c-1d
49.P1f-1e
50.K1dx1e
51.+L2g-2f
52.K1e-1d
53.+N1b-1c
54.K1dx1c
55.P2d-2c+
56.K1cx2c
57.+P4d-3d
58.+N4cx3d
59.S3ex3d
60.K2c-1c
61.P*1d
62.K1cx1d
63.+L2f-2e
64.K1d-1c
65.G1a-1b
66.K1cx1b
67.P*1c
68.K1bx1c
69.P*1d
70.K1c-1b
71.N*2d
72.K1bx2a
73.L3bx3a+
74.K2a-1a
75.+L3a-2a
76.K1ax2a
77.L3c-3b+
78.+N4ax3b
79.N2dx3b+
80.K2ax3b
81.S3d-3c+
82.K3b-2a
83.+S3c-2b
84.K2ax2b
85.S4b-3c=
86.K2b-2a
87.P*2b
88.K2a-1a
89.N*2c
90.K1a-1b
91.P1d-1c+
92.K1bx1c
93.+L2e-2d
94.K1c-1b
95.N2c-1a+
96.K1bx1a
97.P2b-2a+
98.K1ax2a
99.S3c-3b=
100.K2a-1a
101.P*1b
102.K1ax1b
103.+L2d-2c
104.K1b-1a
105.S3b-2a+
106.K1ax2a
107.L3i-3b+
108.K2a-1a
109.+L3b-2b